# Ferro-ferri-catoforite
La ferro-ferri-catoforite (simbolo IMA: Ffktp) è un raro minerale del supergruppo dell'anfibolo, all'interno del quale viene collocato nel "gruppo degli anfiboli con W(OH,F,Cl)-dominante" e da lì al sottogruppo degli anfiboli di sodio-calcio dove occupa un posto nel "gruppo contenente la radice catoforite nel nome"; essendo un anfibolo, appartiene agli inosilicati e pertanto alla famiglia minerale dei "silicati", e possiede composizione chimica Na(NaCa)(Fe2+4Fe3+)(Si7Al)O22(OH)2.
La ferro-ferri-catoforite è definita con:
- catione sodio dominante in posizione A
- catione ferro ferroso (Fe2+) dominante in posizione C2+
- catione ferro ferrico (Fe3+) dominante in posizione C3+
- anione idrossile (OH-) dominante in posizione W.

## Etimologia e storia
La ferro-ferri-catoforite prende il nome dalla sua relazione con la catoforite e dal suo contenuto di ferro, presente in cationi sia di ferro ferroso, che di ferro ferrico.
Nelle nomenclature degli anfiboli del 1978 e del 1997 il minerale era chiamato ferricatoforite.
Il campione tipo del minerale è conservato presso il Museo mineralogico "Dott. Alfred Stelzner" dell'Università nazionale di Córdoba (in Argentina) con il numero di catalogo MS003341.

## Classificazione
La classica nona edizione della sistematica dei minerali di Strunz, aggiornata dall'Associazione Mineralogica Internazionale (IMA) fino al 2009, elenca la ferro-ferri-catoforite come ferricatoforite e la colloca nella classe "9. Silicati (germanati)" e da lì nella sottoclasse "9.D Inosilicati"; questa viene suddivisa più finemente in base alla struttura cristallina del minerale, in modo tale che la ferro-ferri-catoforite (ferricatoforite) possa essere trovata nella sezione "9.DE Inosilicati con catene doppie di periodo 2, Si4O11; clinoanfiboli" dove forma il sistema nº 9.DE.20.
Tale classificazione viene mantenuta anche nell'edizione successiva, proseguita dal database "mindat.org" e chiamata Classificazione Strunz-mindat.
Anche la classificazione dei minerali secondo Dana, usata principalmente nel mondo anglosassone, elenca la ferro-ferri-catoforite nella famiglia dei silicati; qui è nella classe degli "inosilicati: catene doppie non ramificate, W=2" e nella sottoclasse degli "inosilicati: catene doppie non ramificate, configurazione anfibolo W=2" dove forma il "gruppo 3, gli anfiboli sodico-calcici" con il numero di sistema 66.01.03b.

## Abito cristallino
La ferro-ferri-catoforite cristallizza nel sistema monoclino nel gruppo spaziale C2/m (gruppo nº 12) con i parametri reticolari a = 9,8270(7) Å, b = 18,0300(8) Å, c = 5,316(4) Å e β = 104,626(3)°, oltre ad avere 2 unità di formula per cella unitaria.

## Origine e giacitura
La ferro-ferri-catoforite è stata trovata nei dicchi silico-carbonatitici; la paragenesi, oltre che con l'egirina-augite, è anche con albite e calcite.
La ferro-ferri-catoforite è molto rara ed è stata trovata solo in poche località: sui monti Chibiny (nell'oblast' di Murmansk, Russia); nel plutone di "Xiangshan" nei pressi di Qinhuangdao (Cina); nel deposito di zirconio-niobio di "Abdong" (contea di Pyeongchang, Corea del Nord); nei pressi di Karasburg (Namibia); a São Miguel (nelle Azzorre, Portogallo); a Kujalleq (Groenlandia); a Mendig (in Renania-Palatinato, Germania); infine nel fianco orientale della Sierra de Maz nel Dipartimento di Coronel Felipe Varela (Argentina), che è la località tipo del minerale.

## Forma in cui si presenta in natura
La ferro-ferri-catoforite è stata trovata sotto forma di xenocristalli lunghi fino a 3 cm e bordi di sostituzione attorno all'egirina-augite. Il minerale è opaco con lucentezza vitrea; il colore è nero, mentre quello del suo striscio è verde-grigiastro chiaro.

## Minerali correlati
La ferro-ferri-fluoro-catoforite è un minerale non ancora riconosciuto dall'IMA; ha composizione chimica Na(NaCa)(Fe2+4Fe3+)(Si7Al)O22F2, simile a quella della ferro-ferri-catoforite, anche se l'anione dominate in posizione W è il fluoro anziché l'idrossile OH.